# Львівгазвидобування
Газопромислове управління «Львівгазвидобування» — найбільше в Західній Україні підприємство з видобутку природного газу та газового конденсату. Забезпечує видобуток більше 800 мільйонів кубометрів природного газу, що становить близько 3 % видобутку газу в Україні. Підпорядковане АТ «Укргазвидобування».
Видобуток ГПУ «Львівгазвидобування» у 2020 році склав 758 млн.м³ газу, 1 643 тонни газового конденсату та нафти, 1794 тонни нафтового бітуму.

## Історія
Історія видобування газу на Західній Україні розпочинається з Дашавського газового родовища, яке було відкрите 18 квітня 1921 р. пошуковою свердловиною фірми «Gazolina» на глибині 395 м. Родовище введене в розробку в 1924 р. першим в Україні.

## Родовища й інфраструктура
ГПУ «Львівгазвидобування» розробляє 40 родовищ із експлуатаційним фондом 525 свердловин, які розташовані на території Львівської, Івано-Франківської, Волинської, Закарпатської та Чернівецької областей. За період своєї діяльності в 1999—2017 рр. ГПУ «Львівгазвидобування» видобули 19,213 млрд.м³ природного газу та 44 622 тонни газового конденсату та нафти.
Загальна кількість виробничих (УКПГ, УПГ, ДКС, ПГРС, ГРС) та інших об'єктів — 69 одиниць, серед яких:
- Стрийський, Комарнівський, Пасічнянський, Хідновицький, Стрийський та Локачинський цехи з видобутку газу, газового конденсату та нафти.

Загальна протяжність трубопроводів, обслуговування яких проводить управління, становить 1 482 км.

## Продукція і діяльність
Продукція:
- природний газ;
- газовий конденсат;
- нафта;
- дорожній дистиляційний бітум;

Напрямки діяльності:
- видобуток природного газу, нафти та газового конденсату;
- спорудження свердловин;
- поточний та капітальний ремонт свердловин;
- проектні роботи промислових об'єктів та об'єктів соціально-побутової сфери.

## Регулювання трудових відносин та соціально-економічних інтересів працівників і роботодавців
У ГПУ «Львівгазвидобування» трудові відносини між працівником і Роботодавцем регулюються чинним трудовим законодавством, Генеральною, Галузевою угодою та колективним договором.
Права працівників забезпечуються колективним договором, трудовий колектив представляє ППО ГПУ «Львівгазвидобування».
Профспілка ГПУ «Львівгазвидобування» є ініціатором та організатором відкритого турніру з футзалу «Братство Покрови», що проводиться щорічно з 2017 року з нагоди Дня захисника України.

## Адміністрація
Директор — Сендега Олександр Степанович
Головний офіс розташований по вулиці Рубчака, 27 у м. Львів.